# Hředle (okres Rakovník)
Hředle (Duits: Haspeln) is een Tsjechische gemeente in de regio Midden-Bohemen en maakt deel uit van het district Rakovník. Het dorp ligt op 10 km afstand van de stad Rakovník.
Hředle telt 585 inwoners (2023).

## Geografie
De Červený (beek die ontspringt in de Lišanskýrivier) stroomt op verschillende plaatsen door de gemeente.

## Geschiedenis
De eerste schriftelijke vermelding van het dorp dateert van 1227. De parochie (nu: afdeling) van de Allerheiligenkerk werd voor het eerst vermeld in 1315.
Sinds 2003 is Hředle een zelfstandige gemeente binnen het district Rakovník.

## Verkeer en vervoer

### Autowegen
De weg II/229 loopt door de gemeente en verbindt Hředle met Rakovník enerzijds en Louny anderzijds.

### Spoorlijnen
Er is geen station in Hředle. Het dichtstbijzijnde station is Krupá, 3 km buiten de gemeentegrens. Dat station ligt aan spoorlijn 124 Lužná - Žatec - Chomutov.

### Buslijnen
Vanuit het dorp rijden er bussen naar Kozojedy, Kroučová, Louny, Mutějovice en Rakovník. De buslijnen worden geëxploiteerd door LEXTRANS en Transdev Střední Čechy.

## Bezienswaardigheden

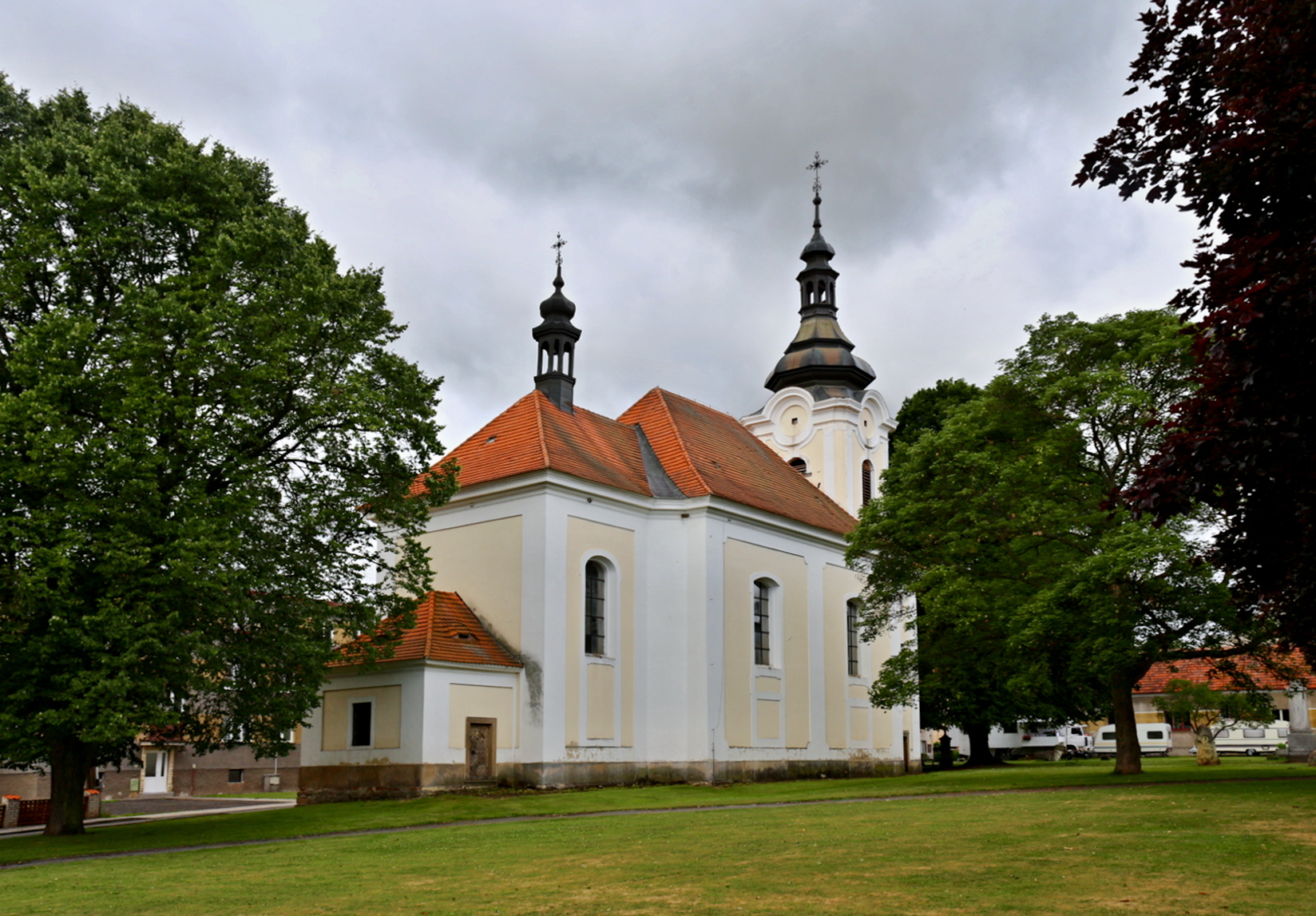
Allerheiligenkerk

Midden in het dorp staat Allerheiligenkerk. Van oorsprong was het een vroeggotisch gebouw met prismatische toren aan de westkant, maar tussen 1758 en 1773 werd het gebouw vervangen door een barokke kerk. Het ontwerp was waarschijnlijk van architect Francis Ignatius Prée, maar er is ook een ontwerp van Anselmo Lurago uit 1763 bewaard gebleven. Op het hoofdaltaar staat het schilderij van Allerheiligen, een olieverfschilderij van pater Dallinger uit 1768. De zijaltaren zijn in rococostijl en beelden de Heilige Anna en Heilige Barbara uit. Deze beelden zijn afkomstig uit de kerk in Křivoklát.

## Geboren
- František Chláde (1829-1861), dichter

## Galerij

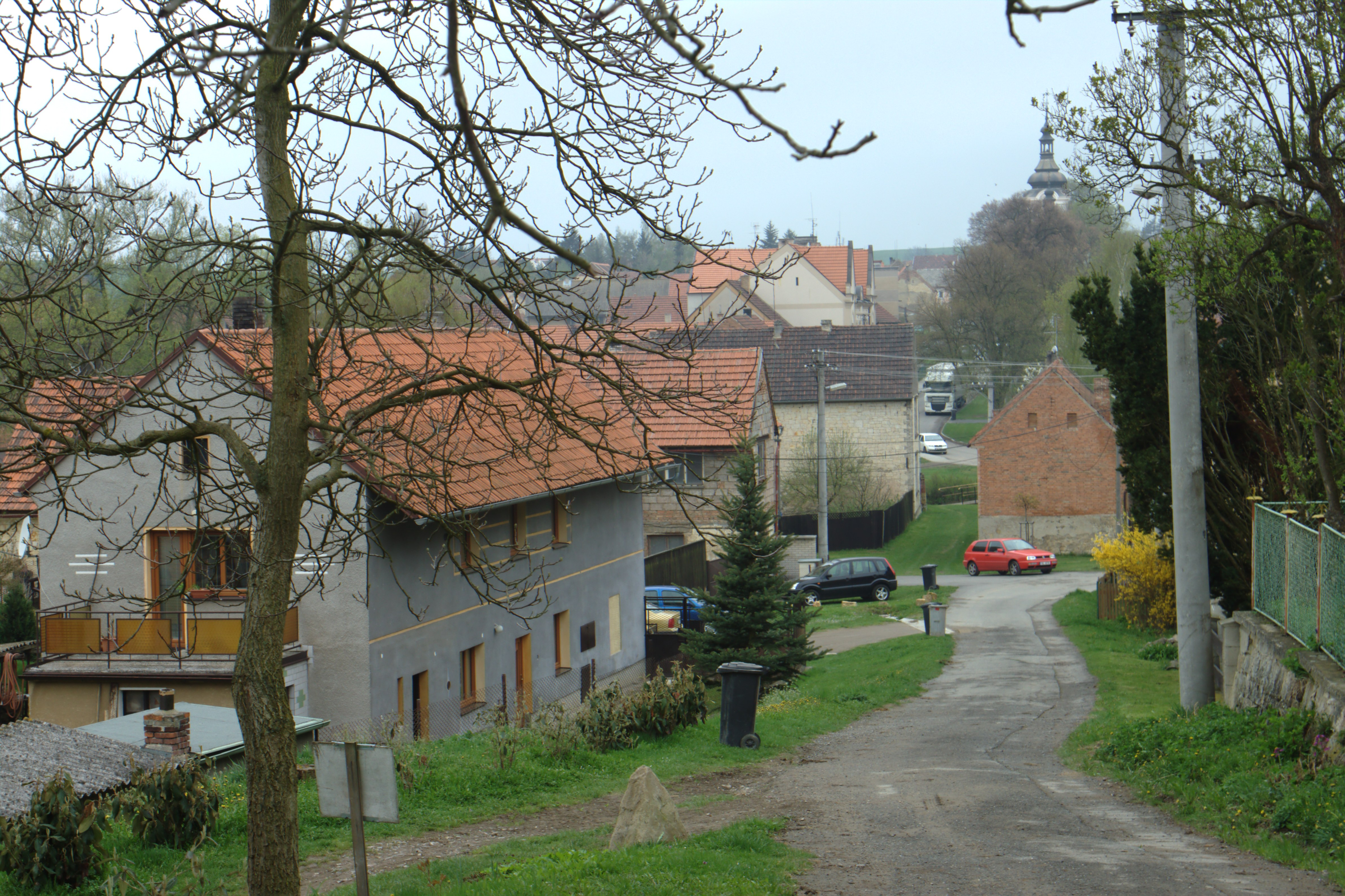
Heuvelweggetje in Hředle
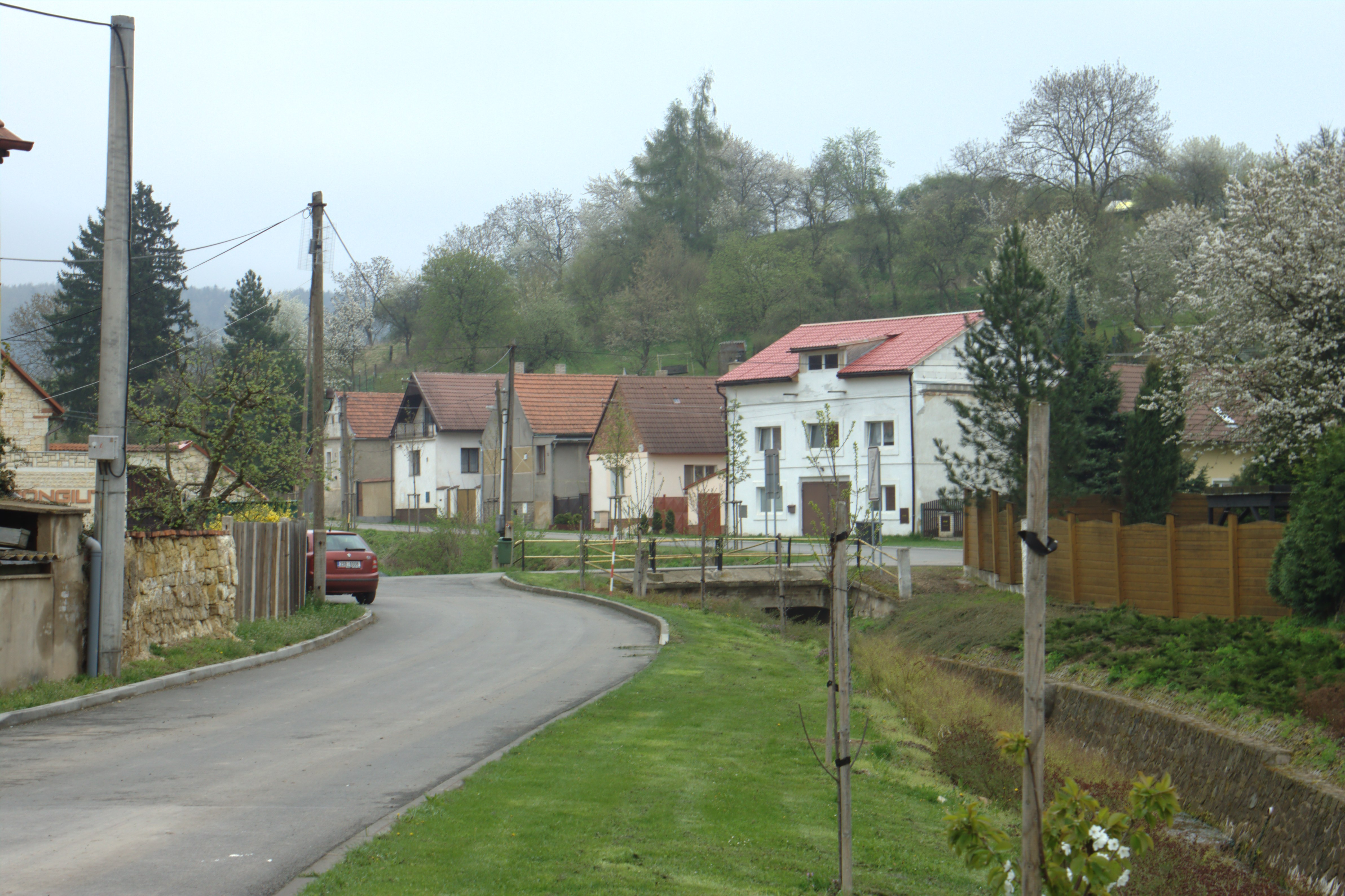
Straat langs de Červenýrivier
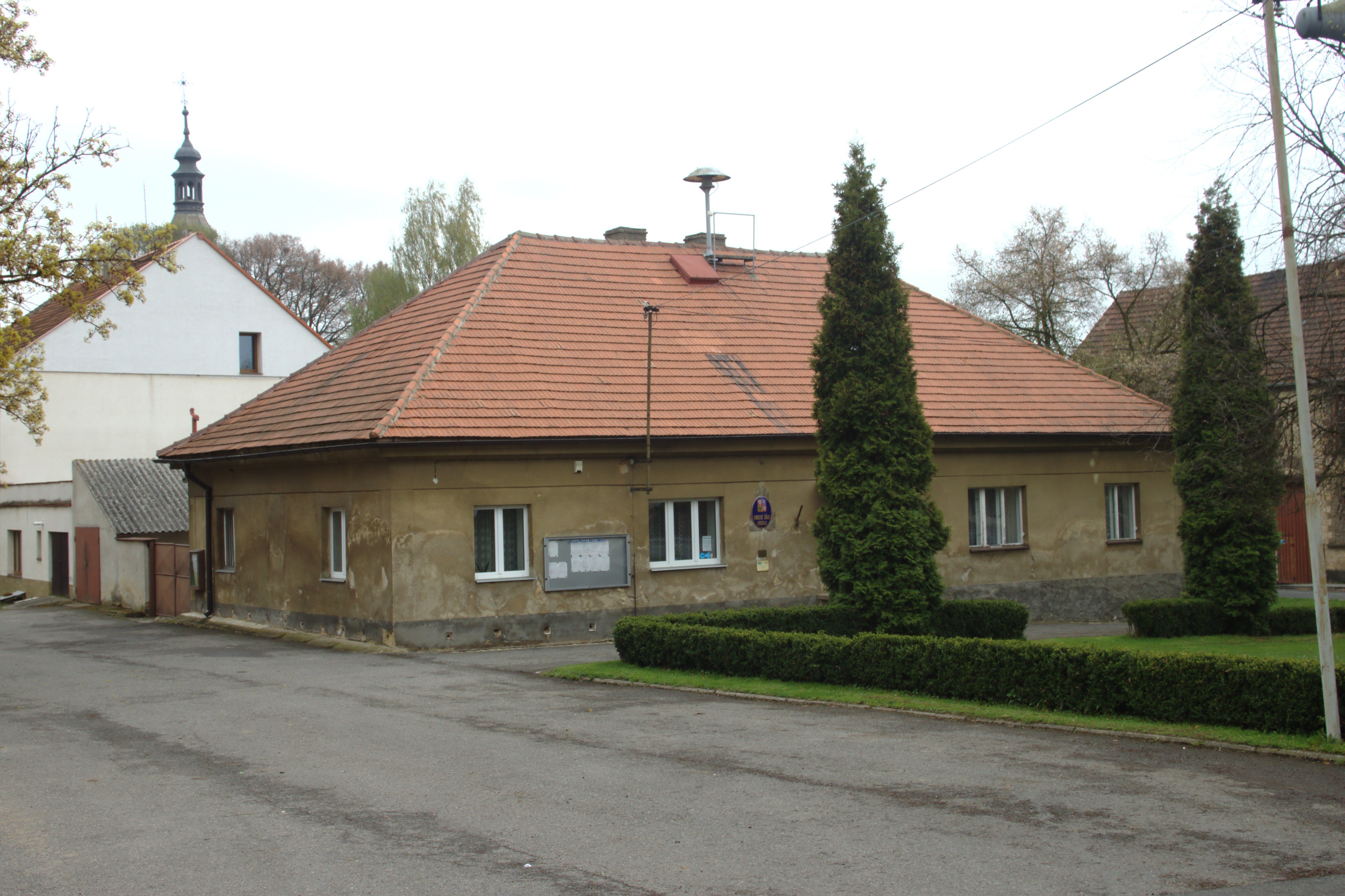
Gemeentehuis van Hředle
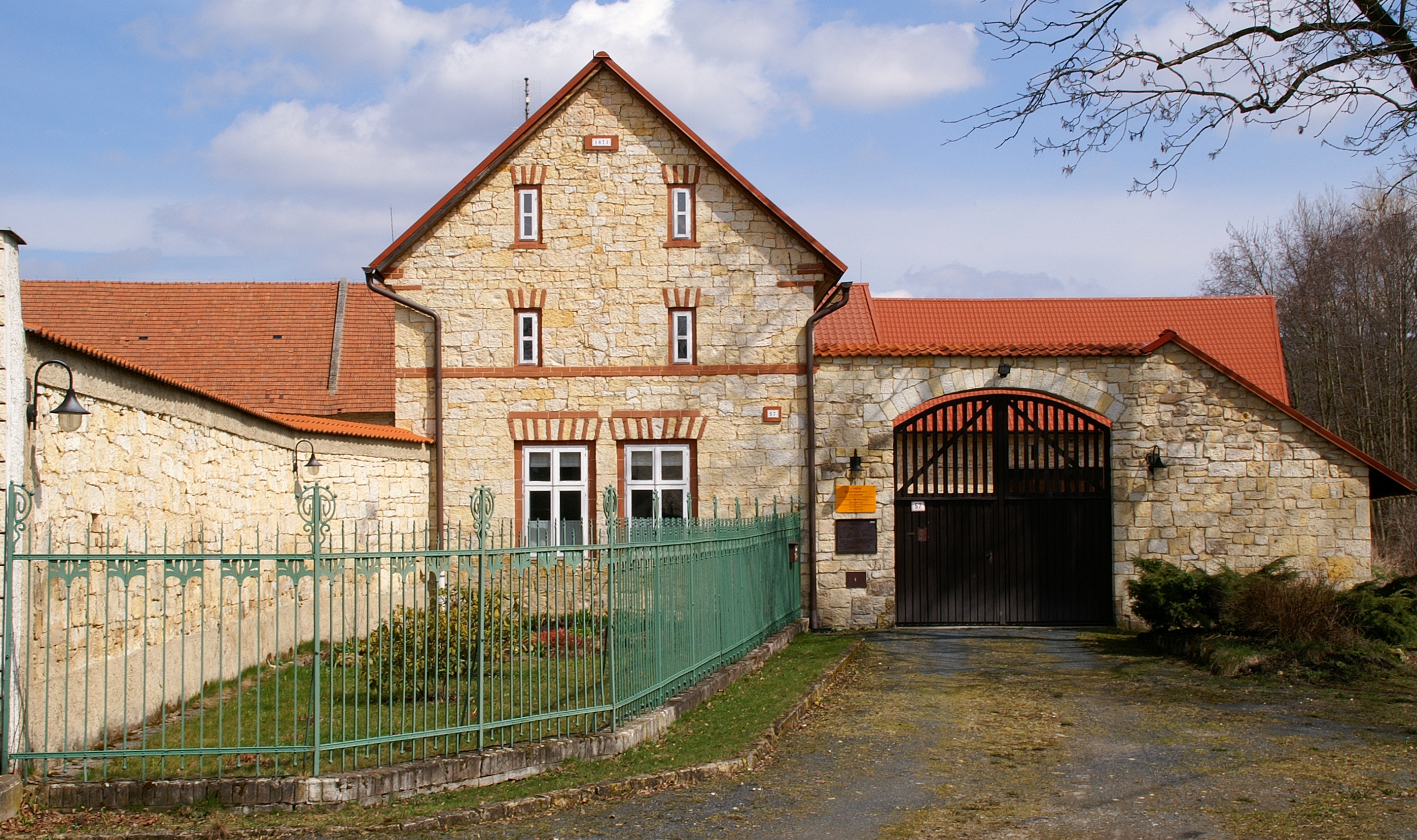
Huis in Hředle
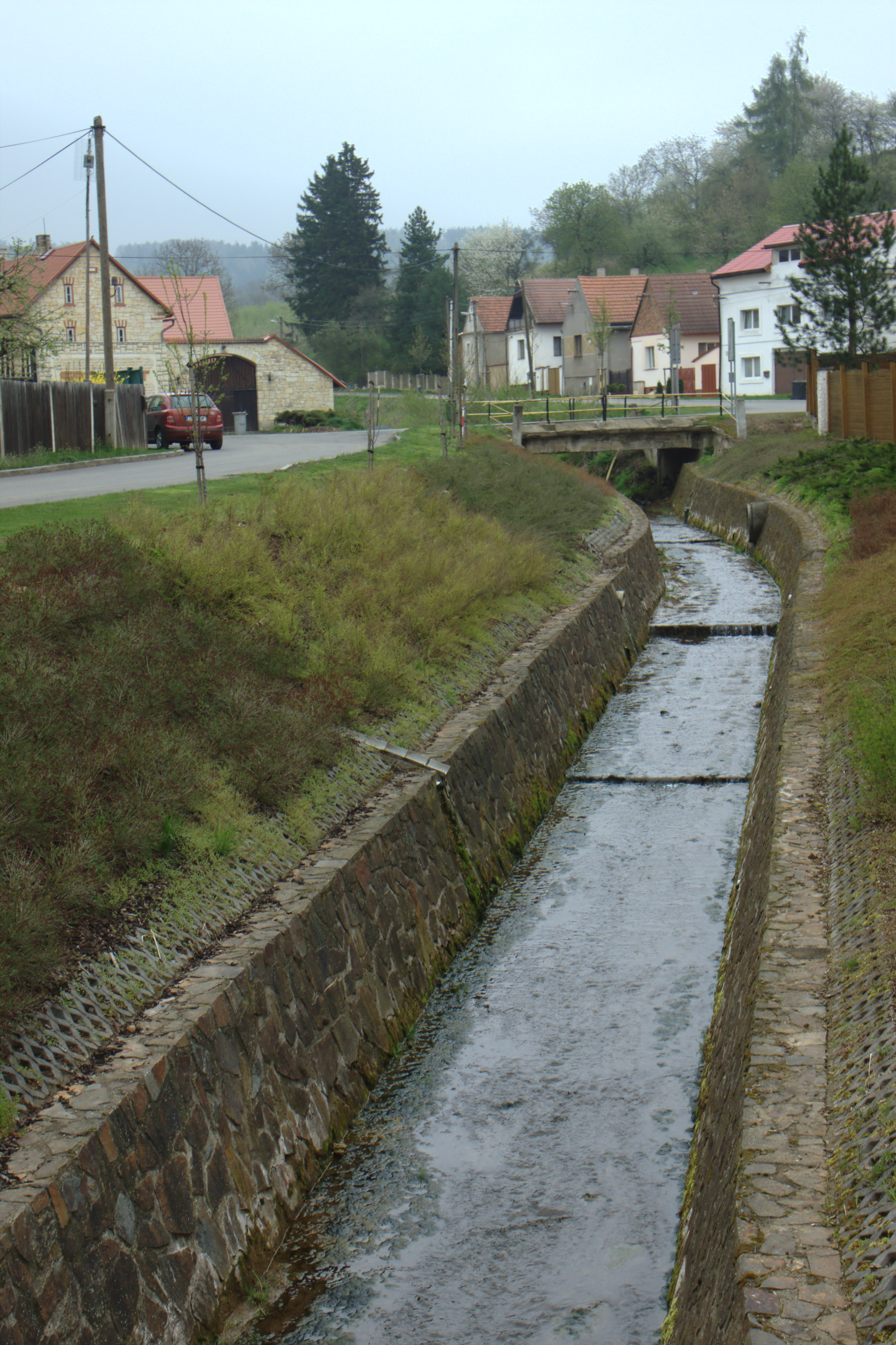
Červenýbeek in Hředle
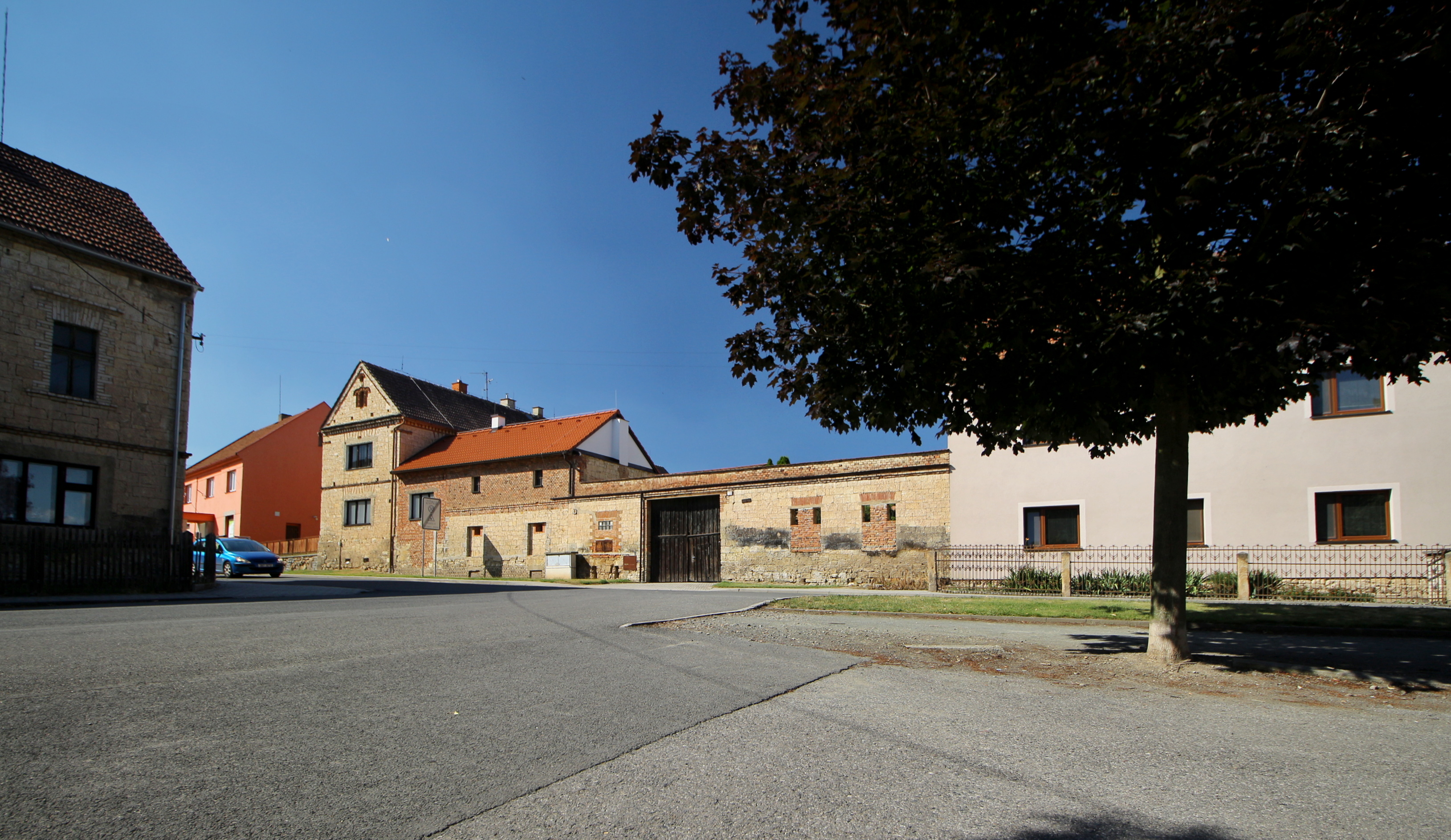
Straat in Hředle
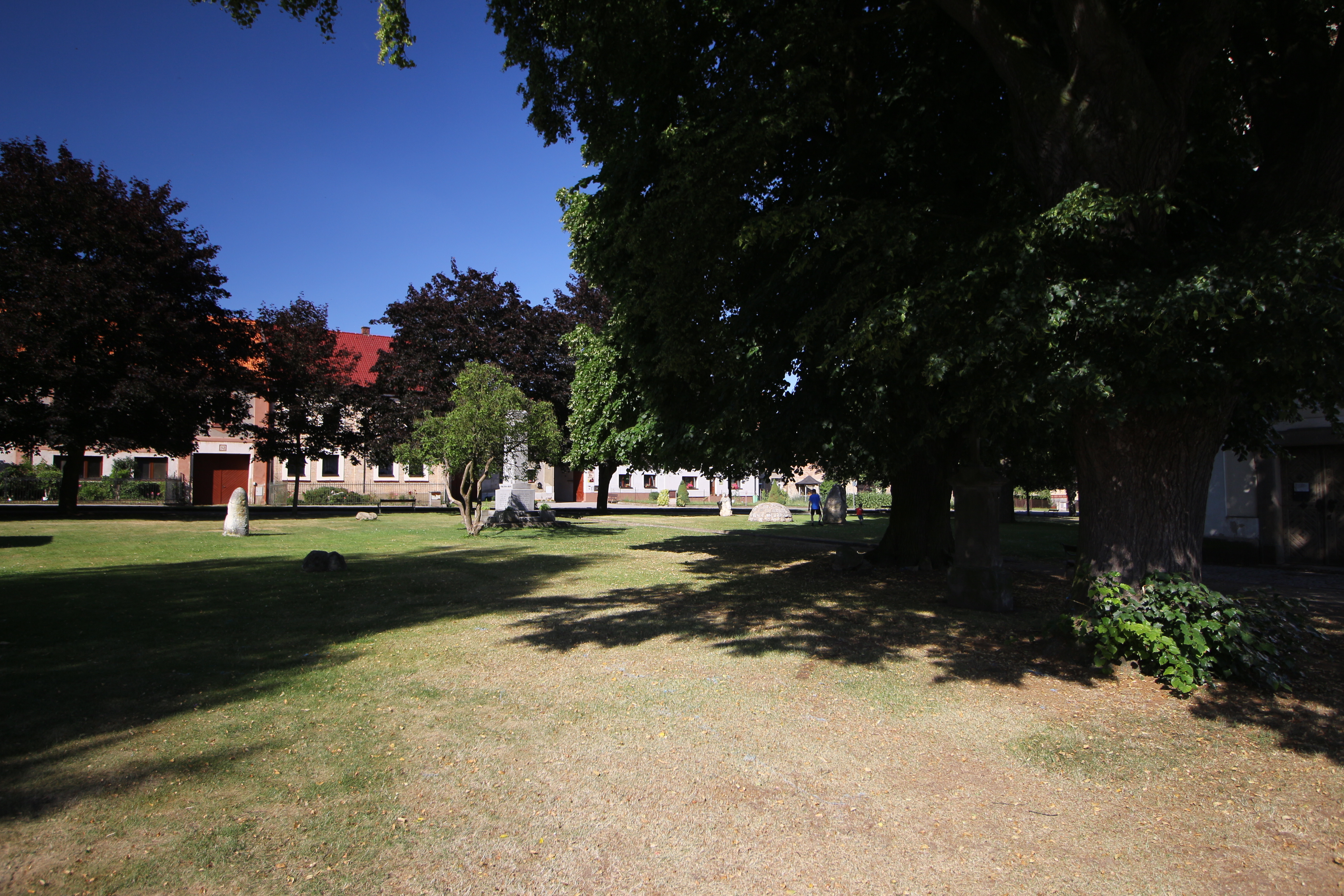
Park in Hředle